# 维纳斯的诞生 (卡巴内尔)
维纳斯的诞生是法国画家亚历山大·卡巴内尔创作于1863年的一副油画。画作显示了希腊神话爱神维纳斯出世的情景。曾被拿破仑三世收藏。现藏于法国巴黎的奥塞美术馆。

## 同名作品
- 维纳斯的诞生 (波提切利)
- 维纳斯的诞生 (布格罗)

## 参看
- 奥塞美术馆